# III Галльский легион
Легион III «Галлика» (лат. legio III Gallica) — римский легион, сформированный, скорее всего, в 49 г. до. н. э. или 48 г. до. н. э. по приказу Юлия Цезаря . Последнее упоминание о легионе относится к 323 году. Эмблема легиона — Телец.

## Основание
Легион основан в 49 г. до. н. э. или 48 г. до. н. э. . по приказу Юлия Цезаря для его войны с Помпеем. Легион набирался в двух галльских провинциях — Галлия Цизальпийская и Галлия Трансальпийская, на что указывает его название — «Gallica» («Галльский»).

## Боевой путь
Первым сражением, в котором участвовал легион, была битва при Диррахии (совр. Дуррес, Албания), произошедшая весной 48 года до н. э. При Цезаре легион принимал участие в битве при Фарсале, произошедшей 9 августа 48 г. до. н. э.. Позже в битве при Мунде (недалеко от совр. Осасуны), произошедшей 17 марта 45 г. до н. э., и блестяще выигранной Цезарем, которая фактически положила конец гражданской войне Цезаря с республиканцами.
После смерти Цезаря легион был в составе армии Марка Антония во время его парфянской кампании. Сражался на стороне второго триумвирата в битве при Филиппах в октябре 42 г. до н. э.. После этой битвы первые ветераны легиона получили земли в окрестностях Перуджи. Этим, в 41 г. до н. э. воспользовались Фульвия и Луций Антоний (жена и брат Марка Антония), для того, чтобы привлечь их на сторону их бывшего военачальника в его борьбе с Октавианом. Легион и вернувшиеся в него ветераны заняли Перуджу, но зимой 41 г. до н. э. были вынуждены сдаться на милость войскам Октавиана, осадившим город.
После примирения Марка Антония и Октавиана, легион в составе его армии участвует в парфянском походе 36 г. до н. э., закончившимся неудачей. Во время отступления сил Антония из Парфии легион обеспечивает арьергард, и, во многом благодаря его геройским действиям, Антонию удалось спасти свою армию.
После поражения Антония в 31 г. до н. э. легион вошел в армию Октавиана и был отправлен в Сирию, где снова оказался вовлеченным в войну с Парфией, на этот раз успешную.
В течение следующих десятилетий подразделения легиона используются для подавления восстаний евреев и поддержания порядка в провинции. Во время правления Тиберия небольшой отряд легионеров находился на Кипре, выполняя полицейские функции.
В 63 году легион снова участвует в парфянской кампании, целью которой было обладание Арменией, под командованием Корбулона. Корбулон с тремя легионами захватил Артаксату (совр. Ереван) и Тигранокерт, вынудив армянского царя Тиридата, поддерживаемого Вологезом I, просить мира. Корбулон возвел на армянский трон праправнука Ирода Великого Тиграна, однако после ухода римских легионов, парфяне вернули царство Тиридату.
После самоубийства Корбулона легион был переведен Нероном в Мёзию.
В 69 году легион поддержал Отона и двинулся ему на помощь, однако опоздал и не смог принять участия в битве при Бедриаке. Легион отказался признать Вителлия императором и вернулся в Мёзию. Как только восточные легионы объявили императором Веспасиана, легион первым на Дунае поддержал его, привлекая тем самым на его сторону все дунайские легионы.
В битве при Кремоне легион занимал правый фланг войск Веспасиана. С рассветом, как было заведено в легионе, он повернулся к солнцу и приветствовал его. Это привело войска Вителлия в замешательство — они посчитали, что легионеры приветствуют подходящее с востока подкрепление. Легион проявил себя с лучшей стороны и логично, что именно солдат этого легиона, Волузий, первым ворвался в город.
В начале 70 года легион вновь отправлен в Сирию под командованием военного трибуна Плиния Младшего.
Во II веке легион занимается подавлением иудейских восстаний, стоя лагерем в Финикии. Принимал участие в кампаниях Луция Вера и Септимия Севера против Парфии.
Легион сыграл ключевую роль в воцарении Гелиогабала. В 218 году, во время правления Макрина, бабка Гелиогабала, Юлия Меса, приехала в Рафана (13 км к северо-востоку от совр. Ирбид, Иордания), где стоял лагерем легион под командованием Валерия Комазона. Юлия внесла в казну легиона большие пожертвования, а легионеры, в свою очередь, провозгласили её четырнадцатилетнего внука императором. 8 июня 218 года войска Макрина были разбиты под Антиохом восточными легионами Гелиогабала. Валерий Комазон в награду получил должность префекта и стал командующим преторианской гвардией.
Однако недовольный количеством наград в следующем, 219 году, легион поддержал сенатора Вера в притязаниях на престол. Однако сенатор был казнен, а легион лишен всех титулов и расформирован. Солдаты легиона были переведены, по большей части, в легион III «Августа».
Александр Север, во время своего правления, восстановил легион и вновь отправил его в Сирию.
После прихода к власти Валериана, одно время командовавшего легионом, легион на нескольких монетах упоминается под титулом Felix, однако ни в каких других источниках сведений о награждении легиона этим титулом нет.
В 253 году легион принимает участие в начатой кампании против Сасанидов под командованием Валериана. Кампания была неудачной и в 260 году большая часть легиона попала в плен вместе с императором в Сатале (ныне Садак, Турция). Пленные солдаты трудились на постройке Шадерванского моста в Шуштаре (Иран).
В 261 году легион был доукомплектован царем Пальмиры Оденатом. После смерти Одената легион принял сторону Аврелиана и принял участие в разграблении Пальмиры.
Существуют предположения, что с 261 по 269 год легион находился и доукомплектовывался в Галлии, а затем был возвращён Аврелианом вновь на восток, однако это маловероятно.
Во времена Диоклетиана легион стоит лагерем в Данабе.

## Расформирование
Последнее упоминание легиона относится к 323 году, когда он стоял лагерем в Сиене (совр. Асуан) в Египте. Скорее всего, что тогда же легион и был расформирован, а его солдаты составили основу для набора нового подразделения — легиона I Illyricorum.